# Сфинголипид
Сфинголипидите са клас липиди, участващи в структурата на клетъчната мембрана при почти всички еукариотните организми. Химическият строеж на сфинголипидите включва наличието на амино алкохола сфингозин или негови производни, както и остатък от мастна киселина. Сфинголипидната молекула притежава полярна глава и две неполярни опашки. За първи път сфинголипидите са описани през 70-те години на 19 век, от германския биохимик Йохан Тудикум, който дава и името на този клас съединения позовавайки се на енигматичната им за това време биологична роля и оприличавайки ги на митологичното същество Сфинкс . Известни са множество различни вида сфинголипиди, като при хората те са над 60 , а при растенията разнообразието е значително по-голямо. Сфинголипидите участват в процесите на клетъчна сигнализация и междуклетъчно разпознаване, като същевременно осигуряват и механичната устойчивост и частичната химическа инертност на клетъчната мембрана. При бозайниците, включително и човек, смущения в сфинголипидния метаболизъм причиняват заболявания известни с обобщеното име сфинголипидози, със сериозни последици за нервните тъкани.

## Структура и видове
Отличителна черта на сфинголипидите е тяхната структура, изградена на основата на аминоалкохола сфингозин (или негови производни) и остатък от мастна киселина, свързани посредством амидна връзка. Амидната връзка е образувана при кондензационна реакция между аминогрупата на сфингозина и карбоксилната група на мастната киселина. Тази базова структура се означава като церамид и се разглежда като предшественик на останалите типове сфинголипиди. В зависимост от остатъка, свързан с хидроксилната група на сфингозина, се разграничават три основни типа сфинголипиди:
- Първата група е известна като сфингомиелини и при нея хидроксилната група на сфингозина е свързана с фосфохолин или фосфоетаноламин.
- Втората група се означава като гликосфинголипиди и за нея е характерно наличието на един или повече монозахаридни остатъци, свързани с хидроксилната група на сфингозина. Специфична подгрупа са така наречените цереброзиди, при които има един остатък от глюкоза или галактоза.
- Третата група сфинголипиди се нарича ганглиозиди и характерното за нея е наличието на поне три монозахаридни остатъка, единият от които е задължително сиалова киселина.

Разнообразието в отделните групи сфинголипиди се дължи на наличието на специфичен тип мастна киселина и определен тип въглехидратни остатъци или фосфоалкохоли.

## Метаболизъм на сфинголипиди при бозайници
Биосинтезата на сфинголипи при бозайниците започва с формирането на 3-кетодихидросфингозин посредством каталитичното действие на ензима серин-палмитоилтрансфераза. Предпочитани субстрати за тази реакция са палмитоил-KoA и серин. Изследванията показват, че този ензим е способен да използва и други мастни киселини, свързани с коензим A и няколко други аминокиселини, различни от серин. Следваща стъпка е редукцията на 3-кетодихидросфингозина в дихидросфингозин, който от своя страна се ацилира (добавя се мастна киселина), посредством ензими от групата на (дихидро)церамидсинтазите. Крайният продукт е дихидроцерамид. Дихидроцерамидът се трансформира в церамид с участието на ензима дихидроцерамиддесатураза.
Церамидът има различна метаболитна съдба в зависимост от посоката на синтеза към определен тип сфинголипид. Церамидът може да се фосфорилира от ензима церамидкиназа до формирането на церамид-1-фосфат. Друг тип реакция е гликозилирането на церамид под действието на ензимите глюкозилцерамидсинтаза или галактоцерамидсинтаза. Трети вариант е превръщането на церамида в сфингомиелин посредством присъединяването на фосфорилхолин в резултат на ензимна реакция с участието на ензима сфингомиелинсинтаза. Друг възможен вариант, водещ до катаболитното разграждане на церамид до сфингозин, е под действие на ензима церамидаза.
Метаболитните пътища, водещи до разграждането на сфинголипиди, обикновено са хидролитични реакции, при които се получават церамид и съответните остатъци. Гликосфинголипидите се разграждат до глюкозилцерамид и галактозилцерамид, които след действието на съответните бетагалактозидази или бетаглюкозидази водят до освобождаването на церамид и галактоза или глюкоза. Най-простите гликосфинголипиди (цереброзиди) са галактозилцерамид (GalCer) и глюкозилцерамид (GlcCer). GalCer е основният липид на миелина, докато GlcCer е основният гликосфинголипид на екстраневралните тъкани и прекурсор на повечето от по-сложните гликосфинголипиди. GalCer се образува в реакция между церамид и уридин дифосфат галактоза (UDPGal) (образувана чрез епимеризация от UDPGlc. Сулфогалактозилцерамид и други сулфолипиди като сулфоглицеролипиди и стероидните сулфати се образуват след по-нататъшни реакции, включващи 3'-фосфоаденозин-5'-фосфосулфат. Ганглиозидите се синтезират от церамид в резултат на поетапното добавяне на активирани захари (например UDPGlc и UDPGal) и на сиалова киселина, обикновено N-ацетилневраминова киселина. Могат да бъдат синтезирани голям брой ганглиозиди с нарастващо молекулно тегло. Повечето от ензимите, прехвърлящи захари от нуклеотидни захари (гликозил трансферази), се намират в апарата на Голджи.
Единствения път, по който сфинголипидите се трансформират в друг тип органични съединения, е с участието на ензима сфингозин-1-фосфатлиаза. Крайни продукти на реакцията са фосфоетаноламин и хексадеценал .

## Функции на сфинголипидите при бозайници и човек
Основната функция на сфинголипидите е защитата на клетъчната повърхност от факторите на околната среда посредством допринасяне за формирането на стабилен и химически инертен външен слой на клетъчната мембрана. Някои типове сфинголипиди, като например гликосфинголипидите, са натоварени със специфични функции в междуклетъчното разпознаване и клетъчната сигнализация. Разпознаването на отделен тип клетки до известна степен зависи от физичните свойства на сфинголипидите от клетъчната мембрана, докато клетъчната сигнализация разчита на специфични взаимодействия с участието на полярните групи на сфинголипидите (най-често гликановите остатъци).
Някои са антигени, като например ABO кръвно груповите антифени. Определени ганглиозиди функционират като рецептори за бактериални токсини – например за холерния токсин, който впоследствие активира аденилилциклазата.
Някои изследвания сочат, че относително прости сфинголипиди и техни метаболити, като церамид, са отговорни за посредничеството в редица сигнални пътища свързани с апоптозата, клетъчния растеж и отговорите в резултат на стрес.